# Gabriel Franchère
Pour les articles homonymes, voir Franchère.
Gabriel Franchère, né à Montréal le 3 novembre 1786 à Montréal (Québec) et mort le 12 avril 1863 à Saint Paul au Minnesota (États-Unis), est un commerçant de fourrures, explorateur et écrivain canadien français, ayant œuvré notamment dans le Nord-Ouest Pacifique, pour la Pacific Fur Company. Son grand-père Jacques Franchère est originaire d'Availles-sur-Seiche en France.

## Biographie
Gabriel Franchère est né à Montréal en 1786. Il est le fils de Gabriel père, négociant en poissons et maître de port à Montréal, et de Félicité Morin. Après des études durant quatre ans au Collège de Montréal, il entre au service de John Jacob Astor, riche négociant en fourrure qui veut concurrencer la Compagnie de la Baie d’Hudson et ouvrir un poste de traite à l’embouchure du fleuve Columbia sur la côte ouest. Franchère fait partie de l'expédition maritime à bord du Tonkin qui doit atteindre le fleuve en contournant le Cap Horn et remonter la côte du Pacifique.
Partie de New York le 6 septembre 1810, l'expédition parvient, après un voyage pénible et une escale à Hawaï, au large de l'Oregon le 22 mars suivant. Durant tout ce temps, Franchère rédige un journal dans lequel il collige quantité d'informations sur tous les sujets.
Au fleuve Columbia, un poste de traite nommé Astoria est érigé et Franchère en devient bientôt responsable. Trois ans plus tard, le poste est vendu à la Compagnie du Nord-Ouest et Franchère, y perdant tout intérêt, décide de le quitter. Le 4 avril 1814, il part pour le nord, traverse les Rocheuses, puis les Prairies et parvient à Montréal au mois de septembre 1814.
Il y marie l'année suivante sa fiancée Sophie Routhier avec qui il aura huit enfants. Il demeure au service de John Jacob Astor et devient agent à l'American Fur Company à Montréal.
En 1820, il accepte de publier son journal qui lui vaut une certaine renommée et fait de lui un personnage à Montréal.  L’ouvrage est traduit et paraît en 1854 à New York sous le titre : Narrative of a Voyage to the Northwest Coast of America in the Years 1811, 1812, 1813, and 1814; or, The First American Settlement on the Pacific. 
En 1834, il part pour Sault-Sainte-Marie, puis à Détroit où, devenu veuf, il se marie avec Charlotte Prince. En 1842, après la faillite de l'American Fur Company, il devient représentant commercial à Saint-Louis, puis il vit à New York où il fonde sa propre compagnie de fourrures, la Franchère Co. Toujours en contact avec les Canadiens français, il fonde en 1850 la première section américaine de la Société Saint-Jean-Baptiste.
Il meurt à Saint-Paul au Minnesota en 1863.

## Ouvrage
- Relation d’un voyage à la côte du Nord-Ouest de l’Amérique septentrionale, journal de voyage publié en 1820[1].

## Liens externes

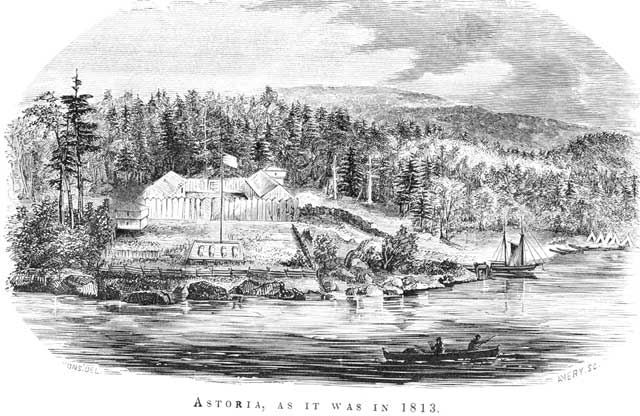
Croquis du fort Astoria en 1813, dessiné par Franchère.